# Broderie
Pour les articles homonymes, voir Broderie (homonymie).

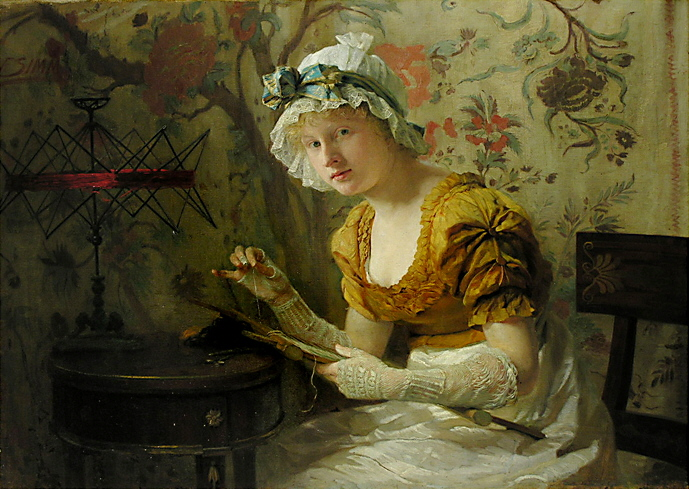
La Brodeuse,
tableau de
Franz Xaver Simm.

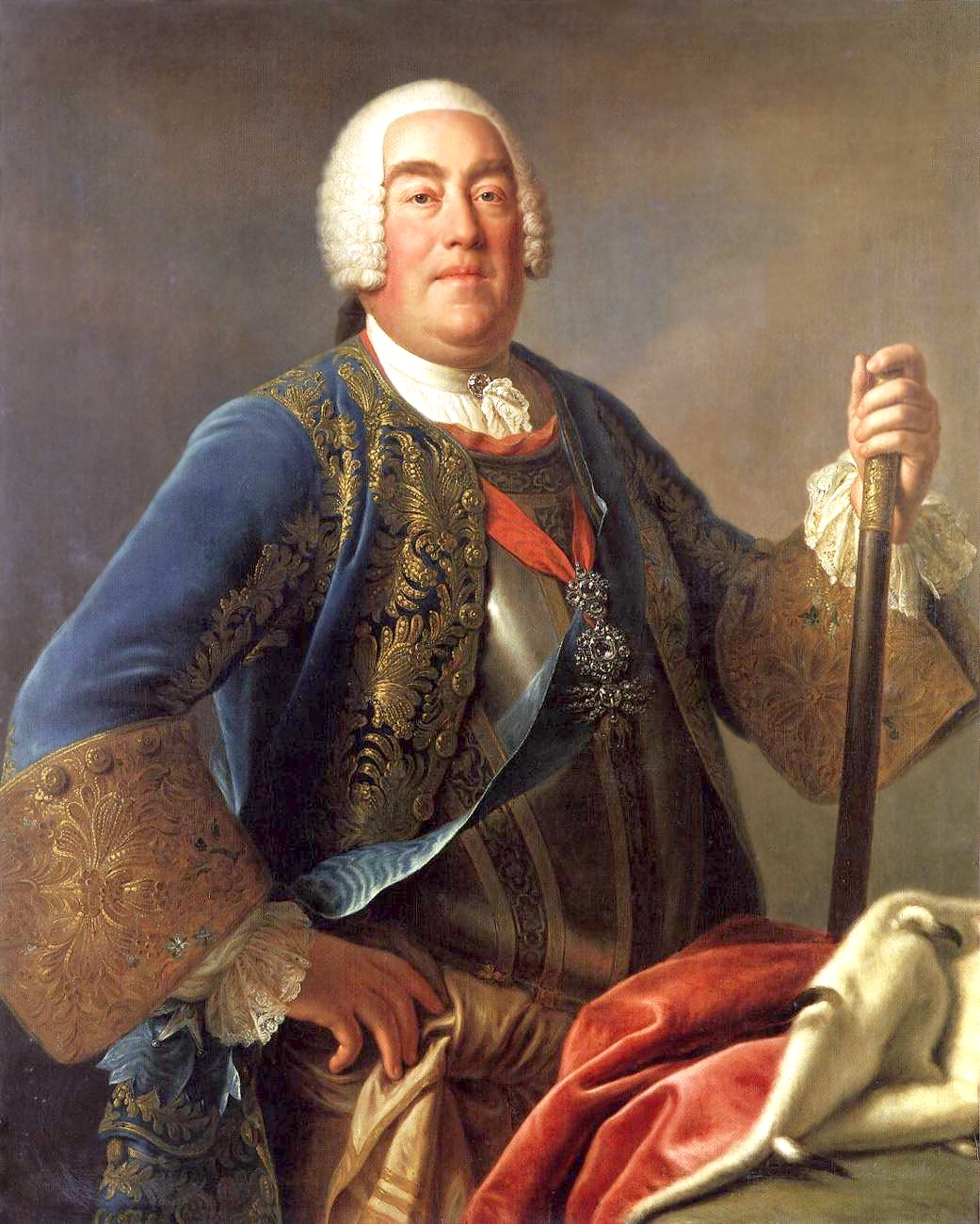
Costume finement brodé d'Auguste III de Pologne (XVIIIe siècle).

La broderie est un art de décoration des tissus qui consiste à ajouter sur un tissu un motif plat ou en relief fait de fils simples, parfois en intégrant des matériaux tels que des paillettes, des perles, voire des pierres précieuses. La broderie d'art ornemente ainsi des tissus au moyen de différents points faits avec le fil —  qui peut être de lin, de coton, de soie, de laine… — requérant des connaissances techniques particulières. Les broderies se retrouvent par exemple sur des vêtements, des accessoires vestimentaires, des mouchoirs, du linge de maison, du linge liturgique (nappe d'autel, voile de calice, pavillon de ciboire, ...) ou des éléments de décoration intérieure.
Les brodeuses et brodeurs utilisent des outils spécifiques, tels que l'aiguille à coudre ou le crochet — de nos jours souvent réservés au secteur de la haute-couture lorsqu'ils sont faits à la main —, la machine à broder, ou des machines industrielles. Des supports particuliers, comme le rond ou la table à broder sont également utilisés. En France, le brodeur au crochet peut utiliser le crochet de Lunéville afin d'insérer des perles et des paillettes dans la composition. Les brodeurs sur machine guidée main peuvent, eux, broder avec plusieurs fils et pour des ouvrages de plus grande taille.
La broderie actuelle peut être catégorisée en trois grandes classes : la broderie manuelle, faite à la main au moyen d'une aiguille au crochet ; la broderie semi-mécanique, faite à la machine ; la broderie mécanique, faite de façon industrielle.

## Histoire

### En Afrique

#### En Algérie

Un bonnet traditionnel algérien féminin de sortie de bain dit Bniqa du XIX exposé au Cleveland Museum of Art aux États-Unis.

À partir du XVIe siècle, la Régence d’Alger, connaîtra un dynamisme commercial prospère s’appuyant sur une population cosmopolite et des flux d’échanges qui traversent la Méditerranée. Ce dynamisme profitera à l’artisanat algérien, mais aussi à la broderie qui s’enrichit par le biais de l'Empire ottoman d’où arrivent les arts avec leurs variations turques, byzantines, persanes, et même indiennes et chinoises. Les commerçants juifs ont apporté des matières et des objets marqués par l’art italien. Les réfugiés morisques chassés de l'Espagne au Moyen Âge demeurent longtemps le noyau le plus actif dans l'artisanat. Cet échange a aidé à assimiler les influences étrangères, esthétiques et techniques aux styles autochtones, ce qui les a enrichis. Des chroniqueurs européens notent sur leurs carnets de voyages à travers l’Algérie, le nombre impressionnant d’artisans à travers toutes les régions du pays et la haute qualité de leur travail. Beaucoup de leurs articles font référence avec admiration à la broderie. L'orientaliste français Jean Michel de Venture de Paradis, cite les ceintures de soir au fil d'or exportées d’Alger vers l’Orient. Le voyageur britannique Thomas Shaw relève le raffinement des tissages et leurs ornements brodés. Au début du XIXe siècle, l'explorateur français Claude Antoine Rozet a signalé les voiles brodés de Constantine et les magnifiques châles vendus à Koléa. De la fin du Moyen Âge au début de la colonisation française de l'Algérie, la broderie d’Alger et de l’ensemble du pays s’est imposée au fil du temps comme une référence mondiale. Aujourd’hui, la broderie est un artisanat pratiqué aussi bien en ville qu’en milieu rural. Alors que la broderie citadine s’est enrichie des techniques et des influences de la décoration andalouse et orientale, la broderie rurale conserve dans certaines régions du pays la décoration berbère faite de motifs géométriques qu’on retrouve sur les tapis et sur les poteries.

### En Asie

#### En Palestine
Présenté par la Palestine, « l'art de la broderie en Palestine, pratiques, compétences, connaissances et rituels » est sélectionné sur la liste représentative du patrimoine culturel immatériel de l'humanité par l'UNESCO en décembre 2021.

### Dans les arts de l'Islam

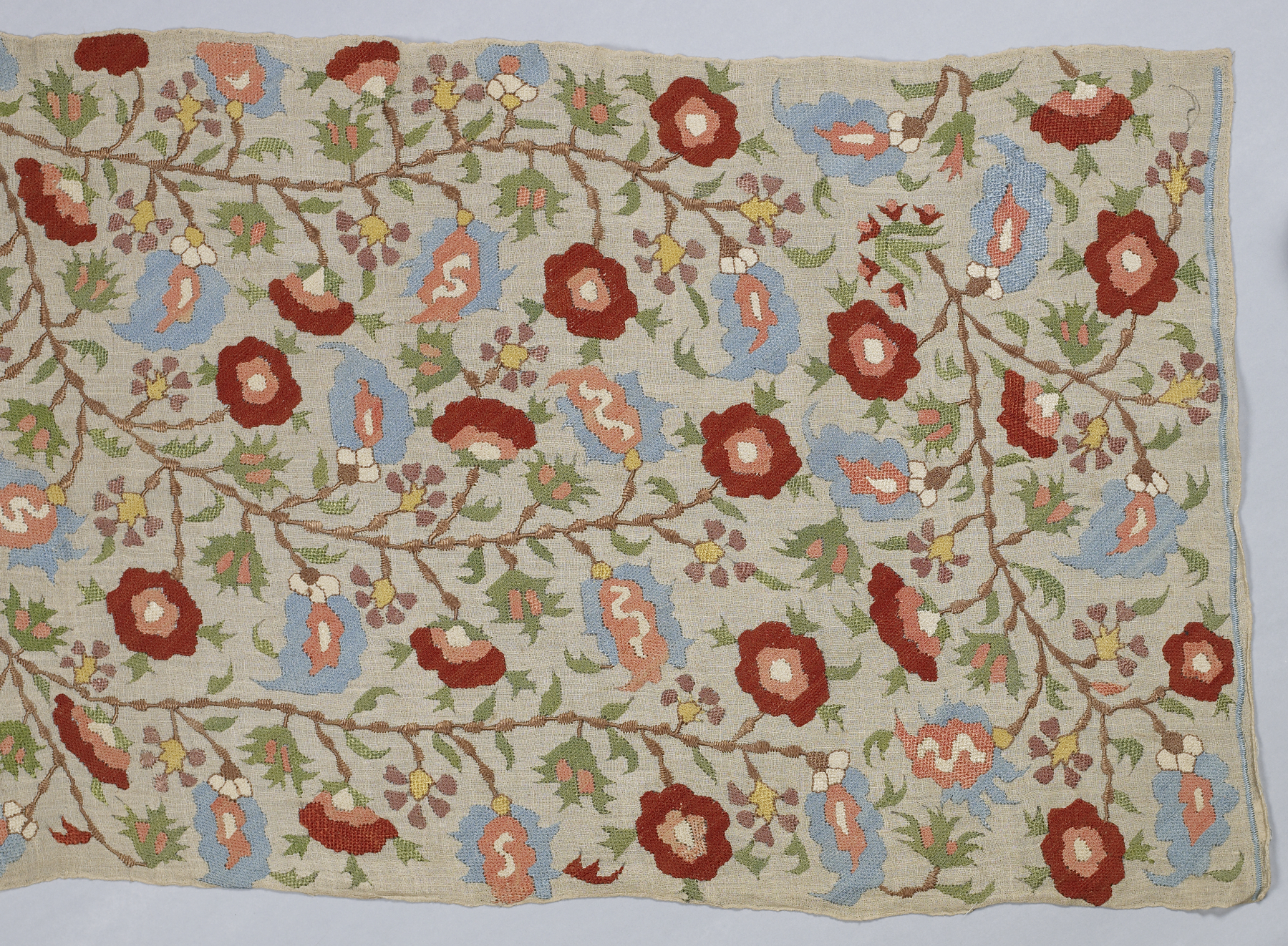
Couverture brodée pour miroir (XVIIIe siècle, Empire ottoman).

### En Europe

#### Au Moyen Âge
Datant du XIe siècle, la Tapisserie de Bayeux est en réalité une broderie — l'ancienne expression était « tapisserie aux points d'aiguille » — ; elle a été inscrite en 2007 au registre Mémoire du monde de l'Unesco,. Cette œuvre d'art fait le récit de la bataille d'Hastings et est devenue une source importante concernant les modes de vie au Moyen Âge et plus particulièrement au XIe siècle. Elle mesure 68,80 mètres sur 50 centimètres, avec un poids total d'environ 350 kilogrammes.

#### En France
Les savoir-faire de la broderie et de la dentelle en Bretagne sont inscrits à l'inventaire du patrimoine culturel immatériel en France depuis 2021.

#### La broderie d'art et le mouvementArts & Craftsau Royaume-Uni

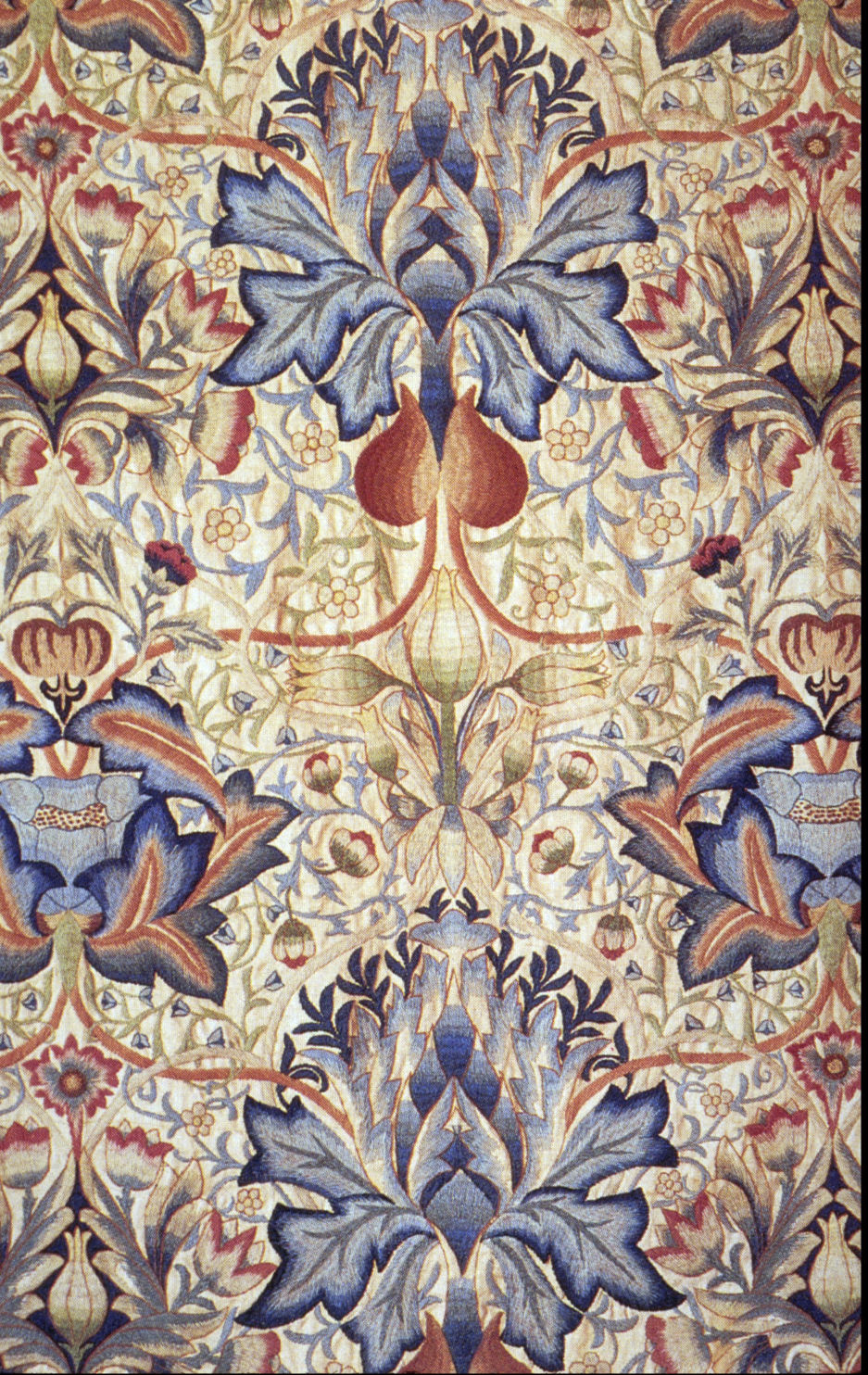
Détail du travail de broderie d'art « Artichoke » en laine sur lin, dessiné par l'artiste et entrepreneur anglais William Morris en 1877 et réalisé par son entreprise Morris and Co. en 1890.

Dans la seconde moitié du XIXe siècle, au Royaume-Uni, certains artistes du mouvement Arts & Crafts (littéralement « Arts et artisanats ») réalisent des œuvres en broderie d'art (sous l'expression anglaise art needlework). C'est ainsi le cas de William Morris et de sa fille Mary Morris.

#### En Autriche
Le Land du Vorarlberg, en Autriche, a abrité le site principal de production industrielle de broderie de ce pays, le bourg de Lustenau. Les broderies locales avaient d'abord été faites à la main au crochet puis sur tissu, avant de profiter de la mécanisation nouvelle du  XIXe siècle pour les motifs sur tissu. Les utilisations de ces broderies allaient des décorations d'intérieurs aux vêtements des jours de fête. En 1980, l'industrie du Vorarlberg est composée à moitié de celle du textile ; toutefois, cette dernière commence à péricliter dans les décennies suivantes, avec notamment moins de débouchés pour les costumes traditionnels autrichiens et la concurrence de tissus chinois à moindre prix que ceux autrichiens. La recherche de nouveaux clients sur le continent africain, débutée en 1967 a cependant permis à certaines entreprises liées à la broderie de poursuivre leur travail ; ainsi, en 2013, il en existe encore une trentaine, avec pour clients notamment des personnes riches de Lagos au Nigeria cherchant des produits de luxe.

## Broderie contemporaine
De nos jours, avec des techniques de plus en plus modernes, certaines sociétés peuvent broder sur tous supports des logos ou des images de plus en plus complexes, en grandes quantités et avec une grande rapidité.

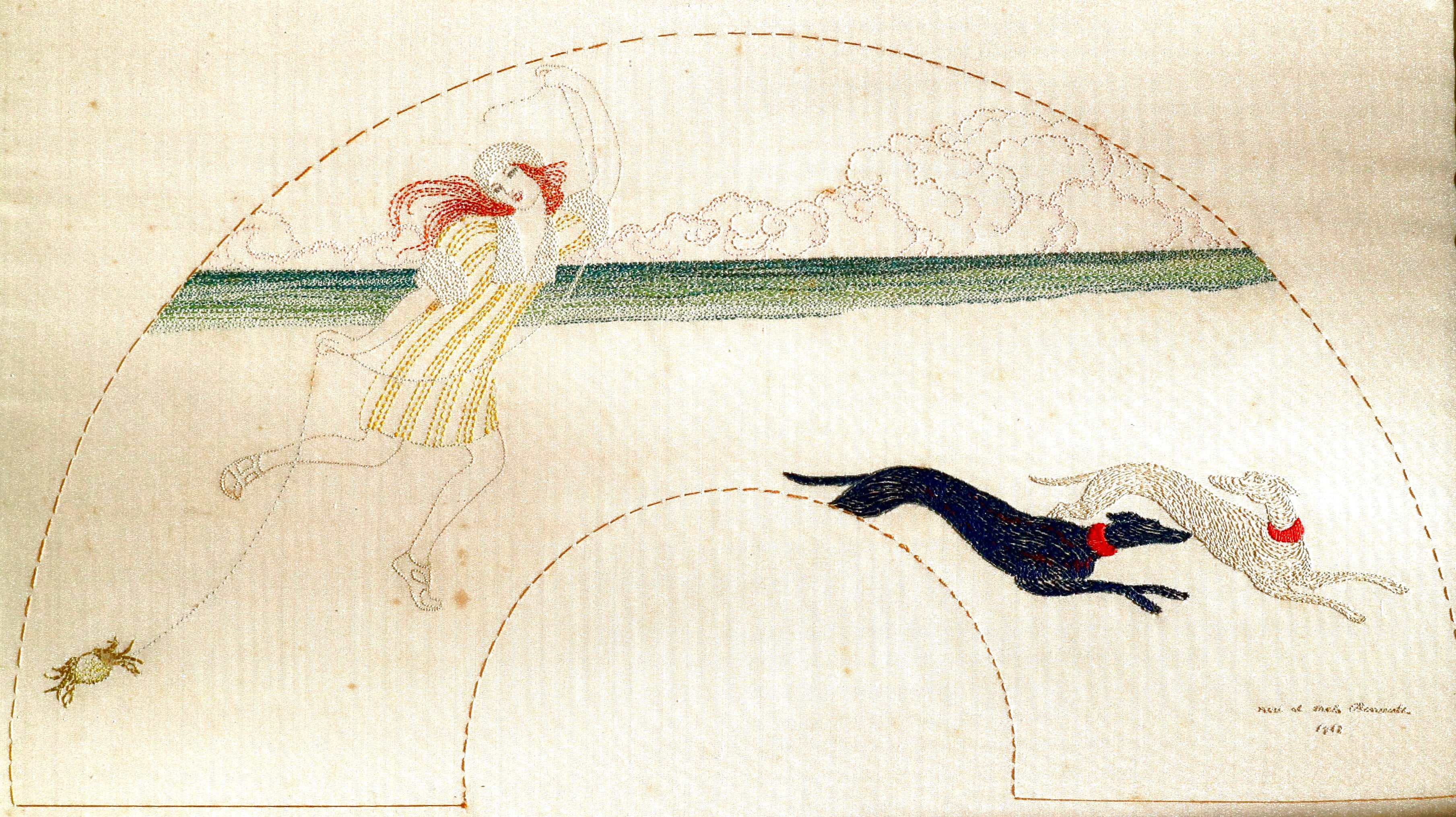
Lévriers broderie tableau (1948)

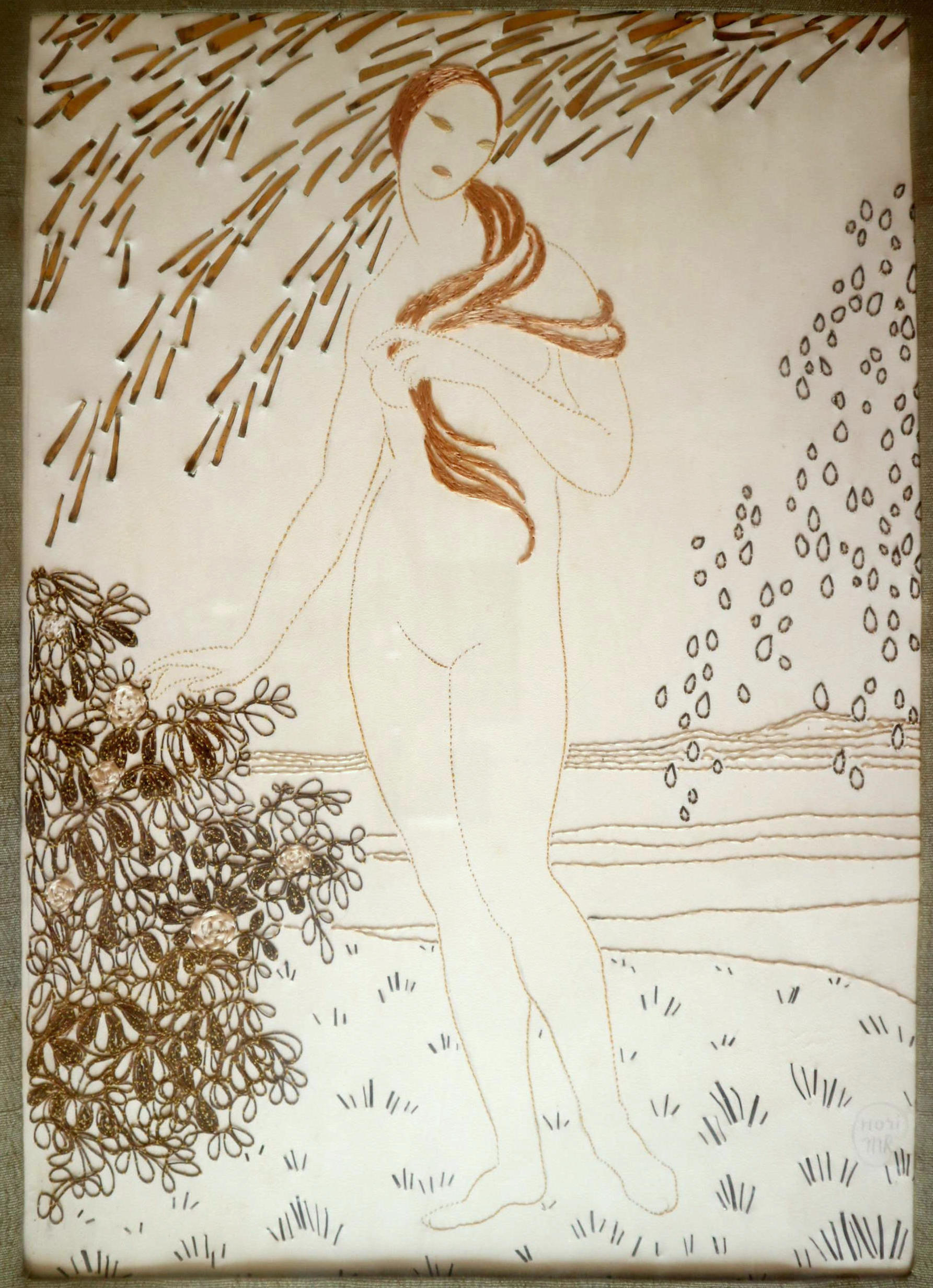
Broderie avec lamés

En France, les œuvres des célèbres brodeurs et créateurs français François Lesage, René Bégué, dit Rébé, Miguel Cisterna, sont notamment exposées au musée des arts Décoratifs de Paris. 
On peut également citer Pascal Jaouen qui a relancé la broderie bretonne en créant, en 1995, l'École de broderie d'art de Kemper à Quimper,,. 
Artisanat d'art (1900-1930) appliquée aux tableaux de broderie et lamé de Nori Malo-Renault.
Le couple Franco-Suédois Charles et Elin sont des précurseurs de la broderie architecturale en enseignant à des milliers de personnes à travers le monde.

## Techniques de broderie/couture

### Le point compté et le point de croix
Le point compté désigne toute forme de broderie où le motif se constitue en comptant une quantité spécifique de points sur une trame régulière, par opposition à la broderie libre.
La forme la plus connue de point compté est sans doute celle du point de croix. Très répandu, depuis longtemps et dans le monde entier, ce point de broderie en forme de croix de saint André, de multiplication « × », voire de lettre « x », est réalisé d'après un modèle appelé diagramme, parfois sur une toile pré-imprimée pour l'apprentissage ; l'un des types d'ouvrages les plus courants est l'abécédaire.

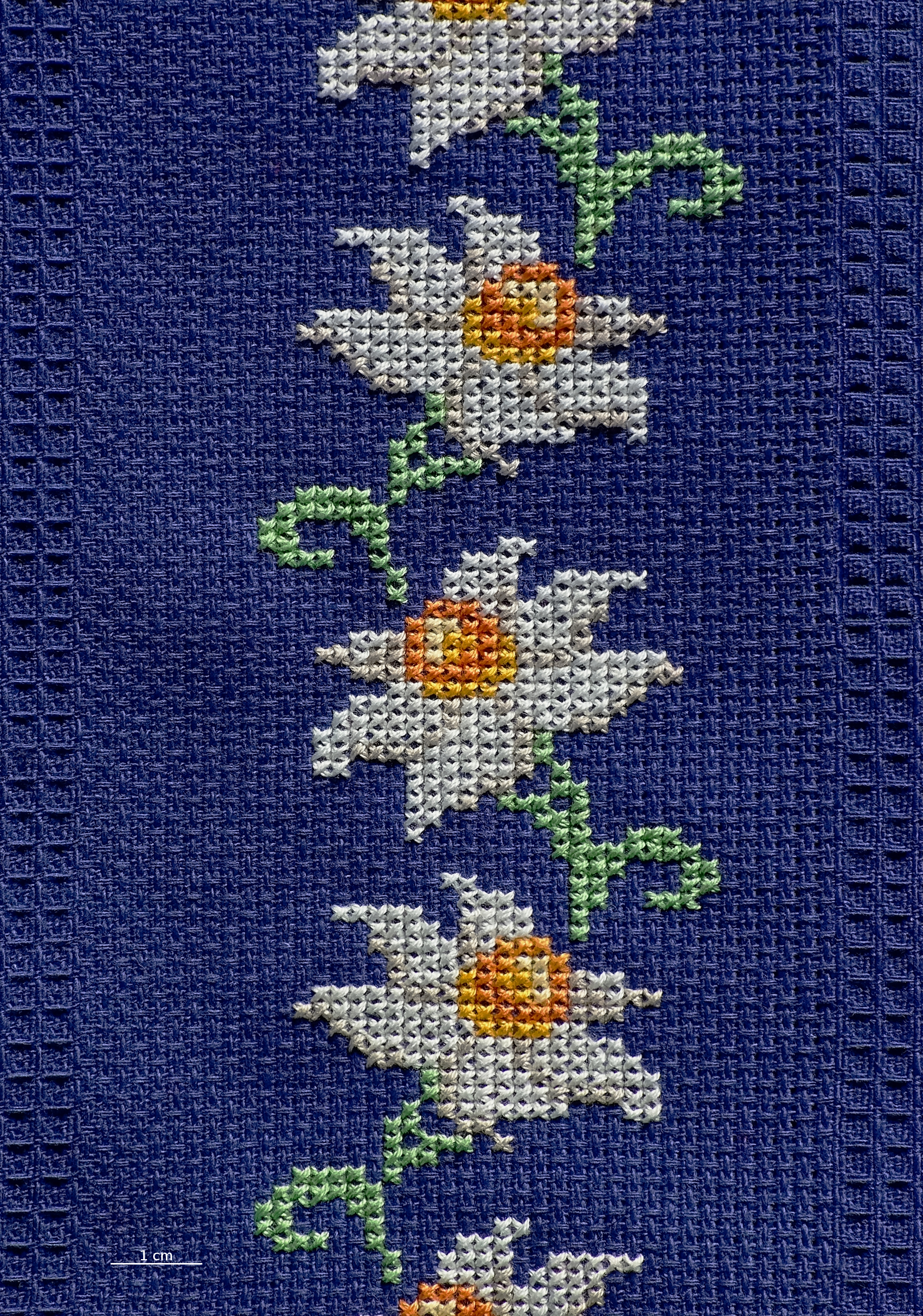
Point de croix sur bande de toile Aïda.
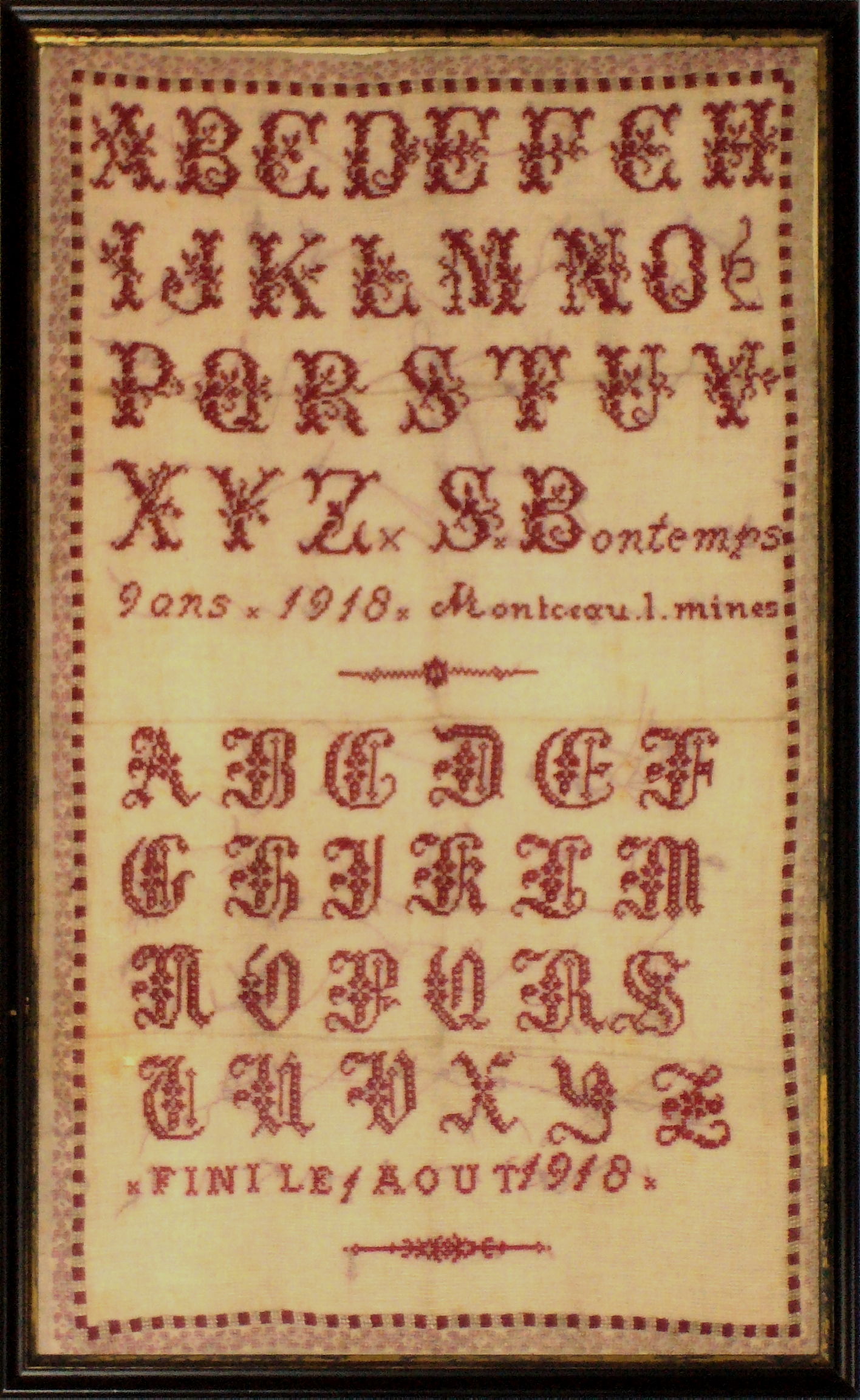
Exemple d'abécédaire.
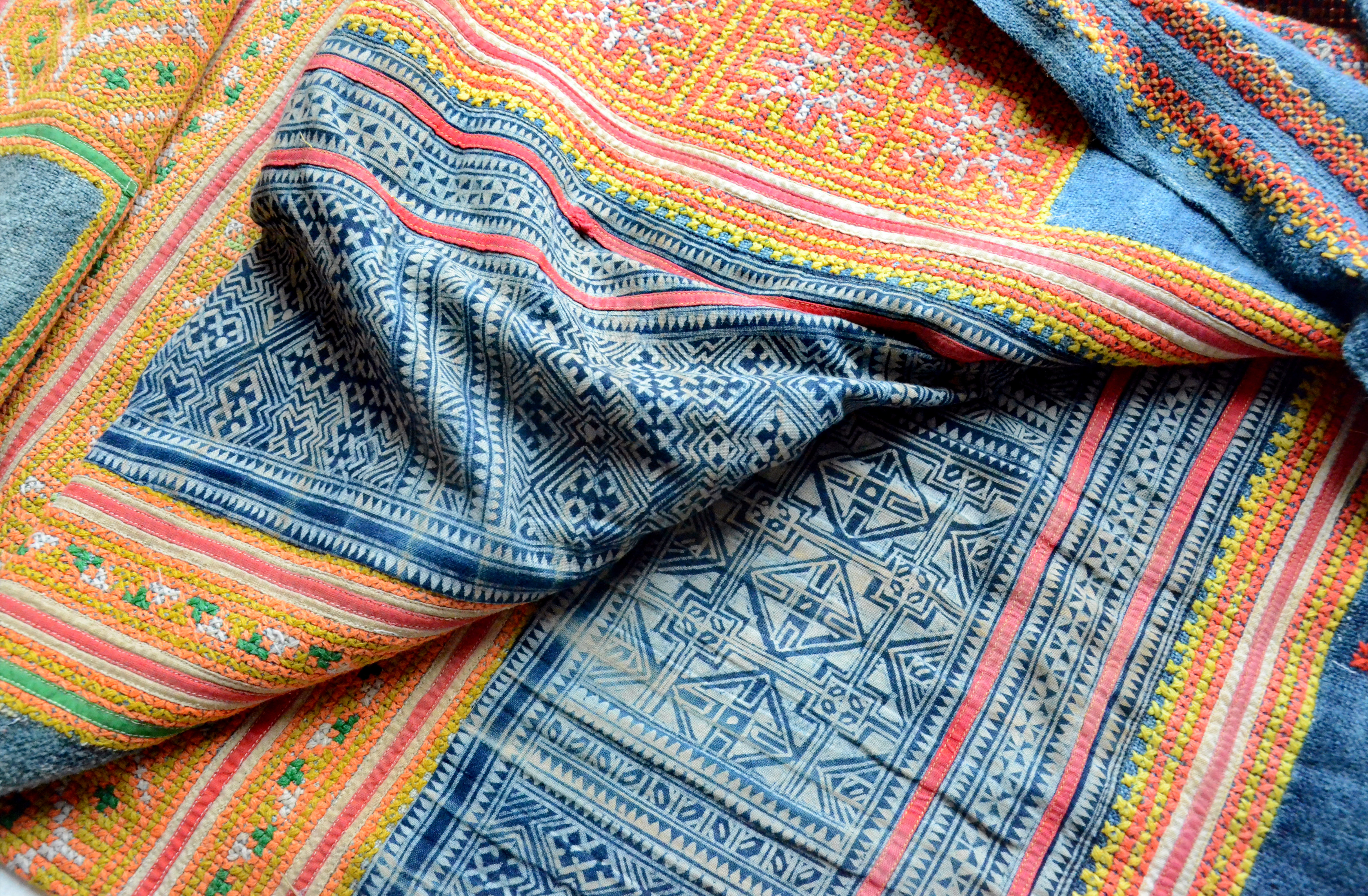
Broderie traditionnelle hmong sur tissu de coton[15].
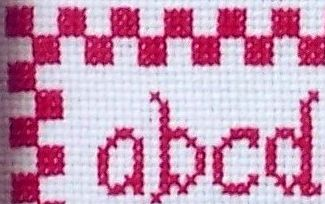
Point de croix.
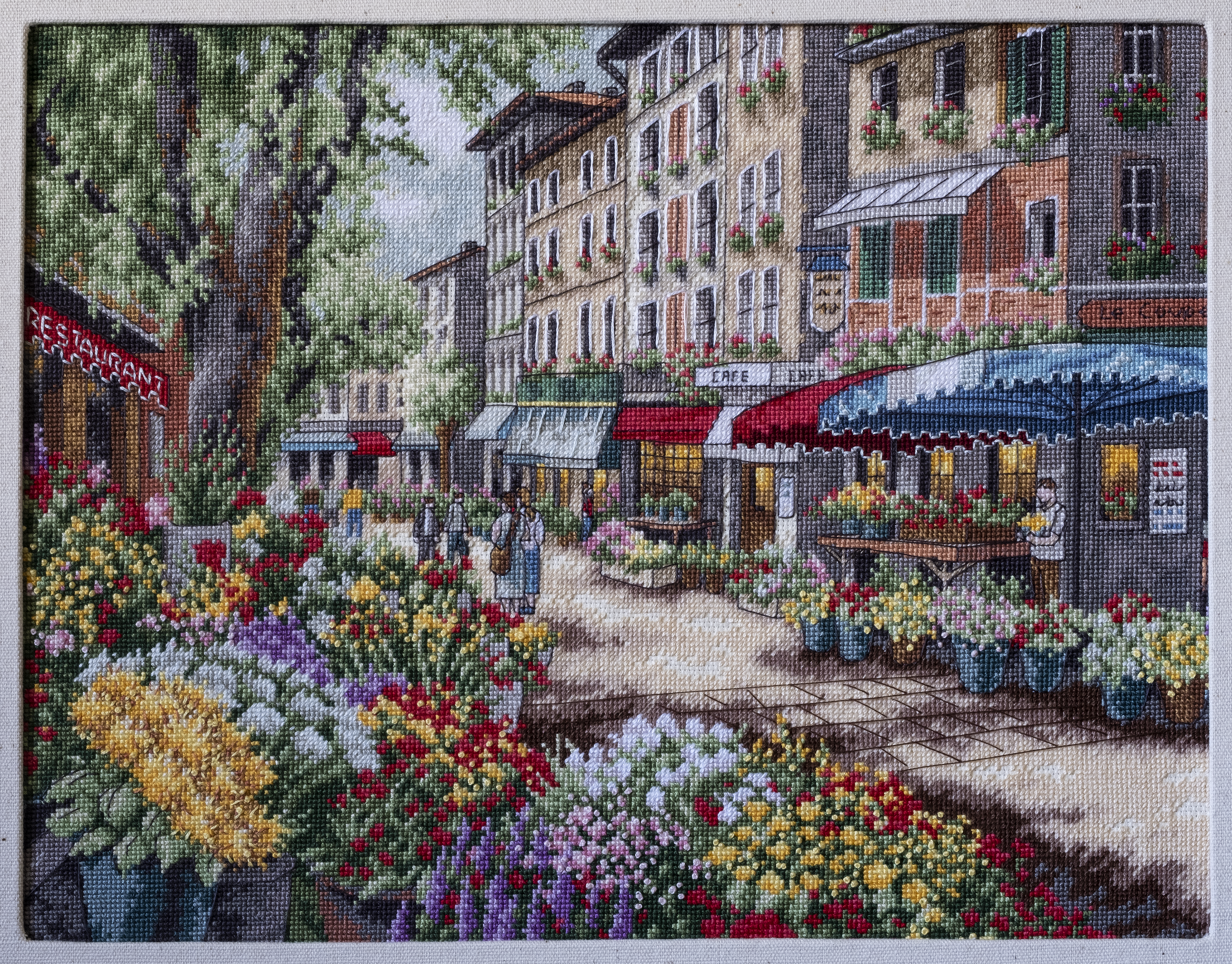
Un marché aux fleurs en point(s) de croix.

Dans ce cas, le dessin d'une grille est reproduit en comptant les points sur une toile à trame régulière (étamine de lin, de coton, canevas ou toile Aïda).
Pour réaliser les points de croix, il existe deux méthodes :
- la méthode traditionnelle, où chaque croix est formée l'une après l'autre : ××× ×× ×××× par exemple ;
- ou la méthode danoise, où l'on brode d'abord les demi-points du dessous à l'aller et les demi-points du dessus au retour pour former les croix :
  - /// // //// à l'aller
  - puis \\\\ \\ \\\ au retour,
- ce qui donne le même aspect final : ××× ×× ××××.

Dans les deux cas, il est important que tous les points se fassent dans le même sens, et non pas selon une méthode façon boustrophédon.
Dans un même ouvrage, les deux techniques peuvent être mélangées : la manière danoise pour les séries de point en ligne, la manière traditionnelle pour les points isolés.
Le choix du tissu à broder se fait en fonction du résultat final souhaité et de la dextérité du brodeur. Les débutants préfèrent généralement une toile Aïda pour commencer, car elle offre une trame très régulière et un large maillage. Les toiles Aïda sont disponibles en plusieurs couleurs, les plus communes étant le blanc et l'écru. Le lin, quant à lui, est réservé aux brodeurs expérimentés, car il offre la trame la moins régulière. La broderie se fait alors en comptant les fils de la toile, en général deux fils de trame et deux fils de chaîne. Pour un rendu plus fin, les points peuvent se faire sur un seul fil. La toile de lin est le plus souvent non teinte, de couleur brunâtre.
Le point de croix peut également être réalisé sur un tissu standard, pour orner un vêtement, le plus souvent. On utilise alors une toile « tire-fils », qui reproduit une trame légère. Cette toile est fixée sur le tissu du vêtement par quelques « points de bâti » ou par de la colle en bombe pour tissus. Une fois la broderie terminée, on tire sur les fils verticaux et horizontaux de la toile « tire-fils » pour les en extraire. La broderie est alors régulière quel que soit le tissu du vêtement sur lequel elle est réalisée.
Pour les grands ouvrages, la toile est tendue sur un métier à broder (ou un tambour à broder), ce qui permet de garder une qualité et une tension du fil constantes.
Le fil utilisé le plus souvent est le coton mouliné, présenté en bobinettes appelées « échevettes ». Elles sont généralement composées de six fils de huit mètres de longueur. Plus de 500 couleurs sont disponibles et certains effets spéciaux existent, comme l'« effet lumière » (fil brillant) et l'« effet variation » (variation de teinte le long du fil, en dégradé ou en harmonie).
Plusieurs grandes marques proposent des fils, des toiles et des kits à broder, dont DMC (Dollfus-Mieg et Compagnie) et Anchor. De nombreux livres et magazines proposent des diagrammes à reproduire.
Corinne Chambras-Gangloff, brodeuse et collectionneuse notamment d'abécédaires, écrivaine (se désignant « écrivailleuse ») à ses heures, a proposé en 1991 de nommer « crucifiliste » le brodeur ou la brodeuse au point de croix.
Les œuvres en point de croix peuvent également incorporer d'autres types de point compté pour compléter le motif, notamment le point arrière, fréquemment utilisé pour former des lignes minces afin de circonscrire les formes du motif ou ajouter des formes délicates comme de petites lettres, des effets de mouvement, les moustaches d'un chat, etc.

### Le point Catherine de Médicis
Mis au point par la reine Catherine de Médicis (1593-1629), ce point se répand en France au début du XVIIe siècle. Il est réalisé sur un tissu de coton assez épais et lâche, appelé « buratto ». Les dessins représentent des feuillages, des grotesques ou des compositions géométriques. Le tracé se fait en deux temps, au point faufilure d'abord, puis, au retour, en changeant les points de manière à obtenir une broderie à deux lignes. On le pratique en Italie sous le nom de « punto Madama » (qui peut être traduit par « point Madame »).

### Le petit point
Une toile peinte à large maillage est remplie de petits points, de points de croix ou de demi-points pour remplir la grille peinte et devenir un tableau. Il s'agit d'un passe-temps masculin attesté dans la marine britannique.

### La peinture à l'aiguille

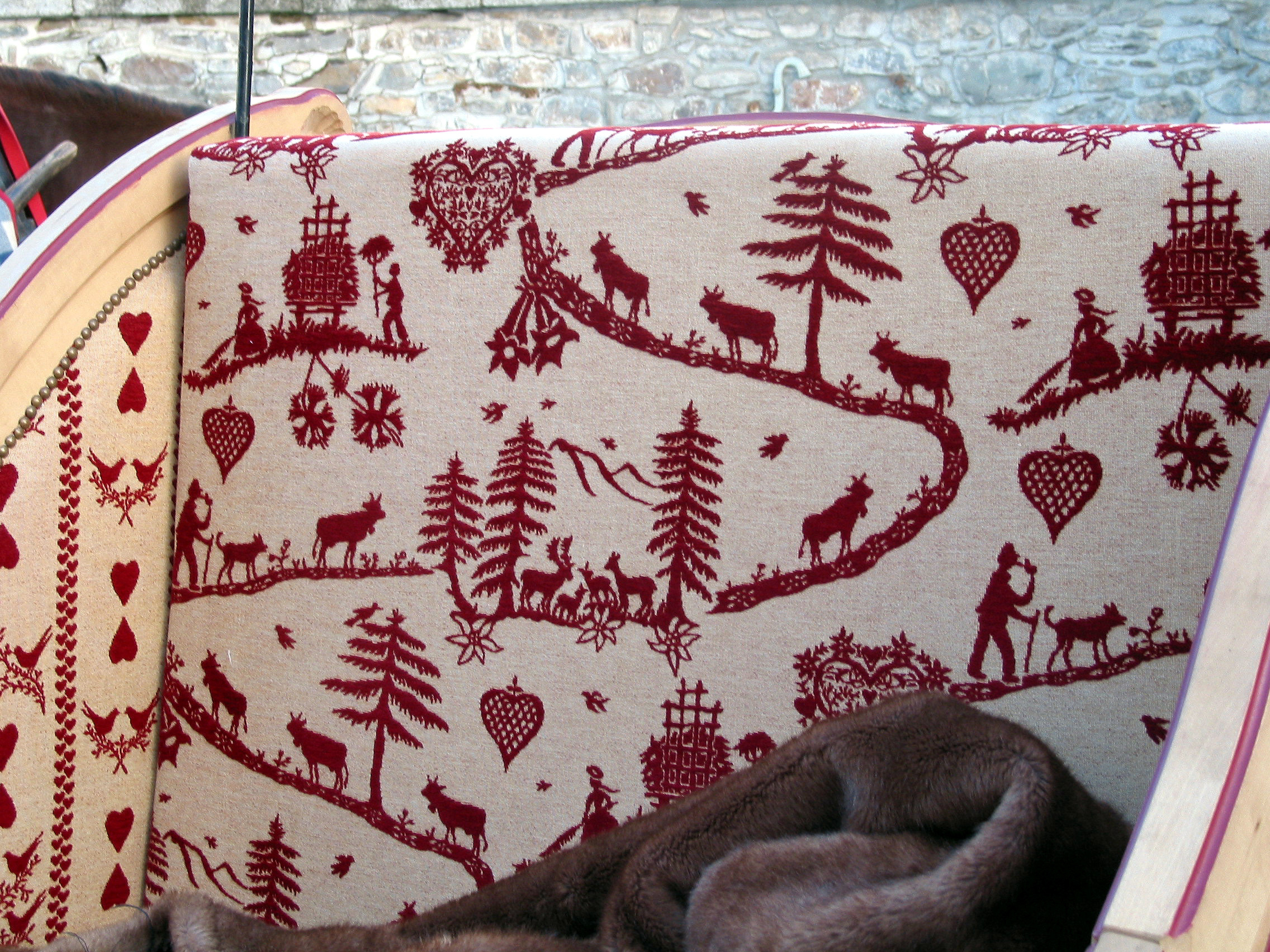
Broderie régionale (Alpes).

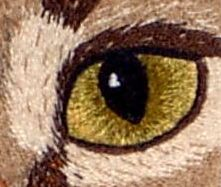
Passé empiétant.

La broderie au passé empiétant imite l'aquarelle (Chine, Europe). Cette technique de broderie originaire de l'Extrême-Orient a pour but de reproduire des sujets — essentiellement botaniques et animaliers, voire mythologiques — avec la plus grande précision ; pour y parvenir, les brodeuses et brodeurs ont recours à la technique du fil unique. L'utilisation d'un seul brin, très souvent de soie, implique une charge de travail nettement supérieure. Les variantes de techniques sont nombreuses mais l'une des plus spectaculaires reste sans doute la broderie « double face » toujours exécutée en Chine. Aujourd'hui, elle compte plusieurs variétés : la broderie sur un seul côté, la broderie présentant de chaque côté les mêmes dessins et couleurs, la broderie aux dessins et couleurs différents des deux côtés.
La broderie Xiang, un des plus célèbres artisanats de la province du Hunan, figure parmi les quatre fameuses écoles de cet art artisanal en Chine, avec l'école de Su (Suzhou, province du Jiangsu), celle de Yue (province du Guangdong) et celle de Shu (province du Sichuan). Cette forme de « peinture à l'aiguille » implique que les deux faces soient strictement identiques, d'où un travail totalement réversible. Toute la subtilité tient à l'art de cacher les points de départ et autres nœuds qui en temps normal sont toujours plus ou moins visibles à l'arrière de l'ouvrage.
En Occident, la peinture à l'aiguille connaît un regain d'intérêt significatif auprès du grand public.

### La broderie en relief
Sous cette terminologie se rassemblent en réalité de nombreuses techniques dont le point commun est le relief important de l'ouvrage fini.
Outre la broderie au ruban, on peut citer le stumpwork, technique dans laquelle des éléments brodés séparément et éventuellement maintenus par de petits fils de fer sont fixés sur l'ouvrage ; et la broderie brésilienne, où le relief est donné par l'association de points particuliers et d'un fil ayant, de lui-même, une certaine tenue.

### La broderie au point de Beauvais
Le point de Beauvais est une technique de broderie au crochet connue depuis des siècles : il permet de faire des ouvrages magnifiques et solides assez rapidement lorsque la technique est maîtrisée.

### La broderie au ruban
Encore appelée broderie rococo, la broderie au ruban est une technique née en France au XVIIe siècle, dans laquelle on ne brode plus à l'aide de fils, mais à l'aide de rubans de différentes largeurs, souvent en soie.
Les points utilisés sont souvent ceux de la broderie au fil, mais il existe également des points spécifiques, où l'on exploite la largeur importante du ruban.
Après avoir été négligée durant des années, cette broderie revient à la mode[Quand ?] ; elle a l'intérêt d'associer une technique relativement simple à un rendu particulièrement impressionnant, dans un style souvent un peu victorien.

### Les jours

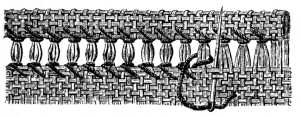
Exemple de jour-échelle, Thérèse de Dillmont, 1884.

Les jours (sorte de percement dans le tissu) se subdivisent en jours à « fils tirés » et jours à « fils serrés ». Les techniques sont nombreuses et particulièrement conservées en Europe centrale. Une technique très fréquente est celle du jour-échelle.

### La broderie Hardanger
Une autre technique, la broderie Hardanger, vient d'Europe du Nord. Elle comporte elle aussi des jours.

### Blackwork

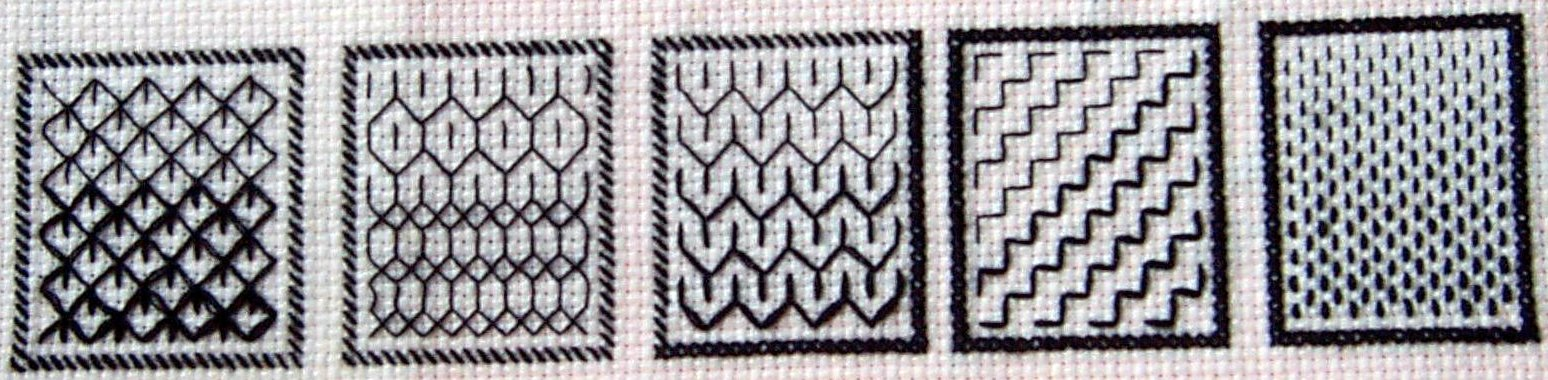
Blackwork.

Aux XVIe et XVIIe siècles, des toiles de lin blanc étaient brodées avec de la soie noire. Avec des motifs réguliers et réversibles, ces tissus servaient à la confection de vêtements.
Aujourd'hui le plus souvent sur étamine, cette broderie sert à orner de petits ouvrages ou des broderies plus compliquées en jouant sur l'épaisseur des fils utilisés.

### Broderie sur tulle

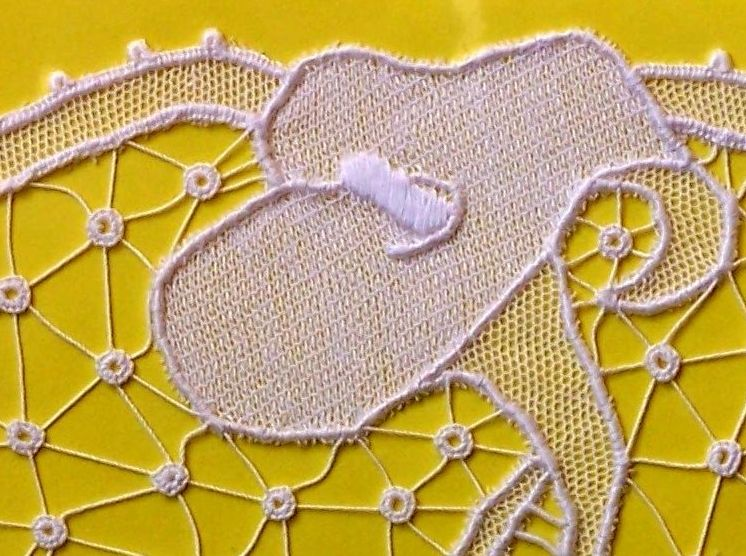
Broderie sur tulle.

Imitation de la dentelle à l'aiguille, les motifs sont cernés au point de reprise puis rebrodés au point de bourdon ou de feston, ils sont reliés entre eux par des « roues » ou « araignées », puis le fond est découpé pour ne laisser apparaître que les figures qui pourront être remplies au préalable.
Cette broderie est exécutée en fil blanc sur tulle de coton, elle sert encore aujourd'hui à broder les coiffes de costumes traditionnels, notamment en Bretagne.

### Broderie Renaissance ou broderie Richelieu

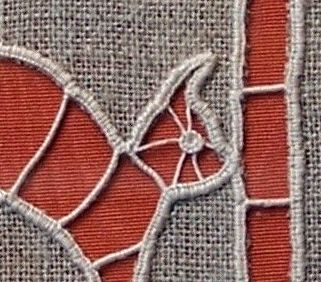
Broderie Renaissance.

Sur toile de lin ou de coton, des figures au bord festonné sont raccordées entre elles par des brides, puis le tissu est découpé.
Dans la broderie Renaissance, les brides sont simples, en broderie Richelieu, elles sont ornées de picots.

### Broderie Aari
La technique Aari est utilisée par des concepteurs occidentaux pour leurs créations d'accessoires et de vêtements.
La broderie Aari se pratique avec un cadre en bois, pouvant s'adapter à n'importe quelle longueur de tissu. Ce concept de métier à broder a évolué à partir du lit indien Khatia, encore utilisé dans les régions rurales. Les motifs sont tracés directement sur le tissu. Ils s'organisent le plus souvent autour d'un grand motif figuratif central Nadir Shahi Booti.

### Broderie chikankari
En plein essor au XIXe siècle dans les villes alors bengali de Dhaka (Bangladesh), Calcutta (Bengale) ou à Lucknow en Uttar Pradesh, ce type de broderie est fait en blanc sur blanc, sur un support de fine mousseline. Elle est encore largement utilisée de nos jours pour la décoration des cols des kurtas.

### Broderie japonaisesashiko
La technique sashiko apparaît au cours de l’époque d'Edo au Japon : elle sert à renforcer et à raccommoder les vêtements de travail de la population ouvrière japonaise. Depuis la fin du XXe siècle, elle est utilisée à des fins décoratives, comme broderie indépendante ou en complément du patchwork.
Elle se caractérise par ses motifs réguliers et géométriques, et par ses couleurs contrastées entre le fil de broderie et le tissu de fond, traditionnellement blanc ou écru et indigo.

### La broderie au fil d'or

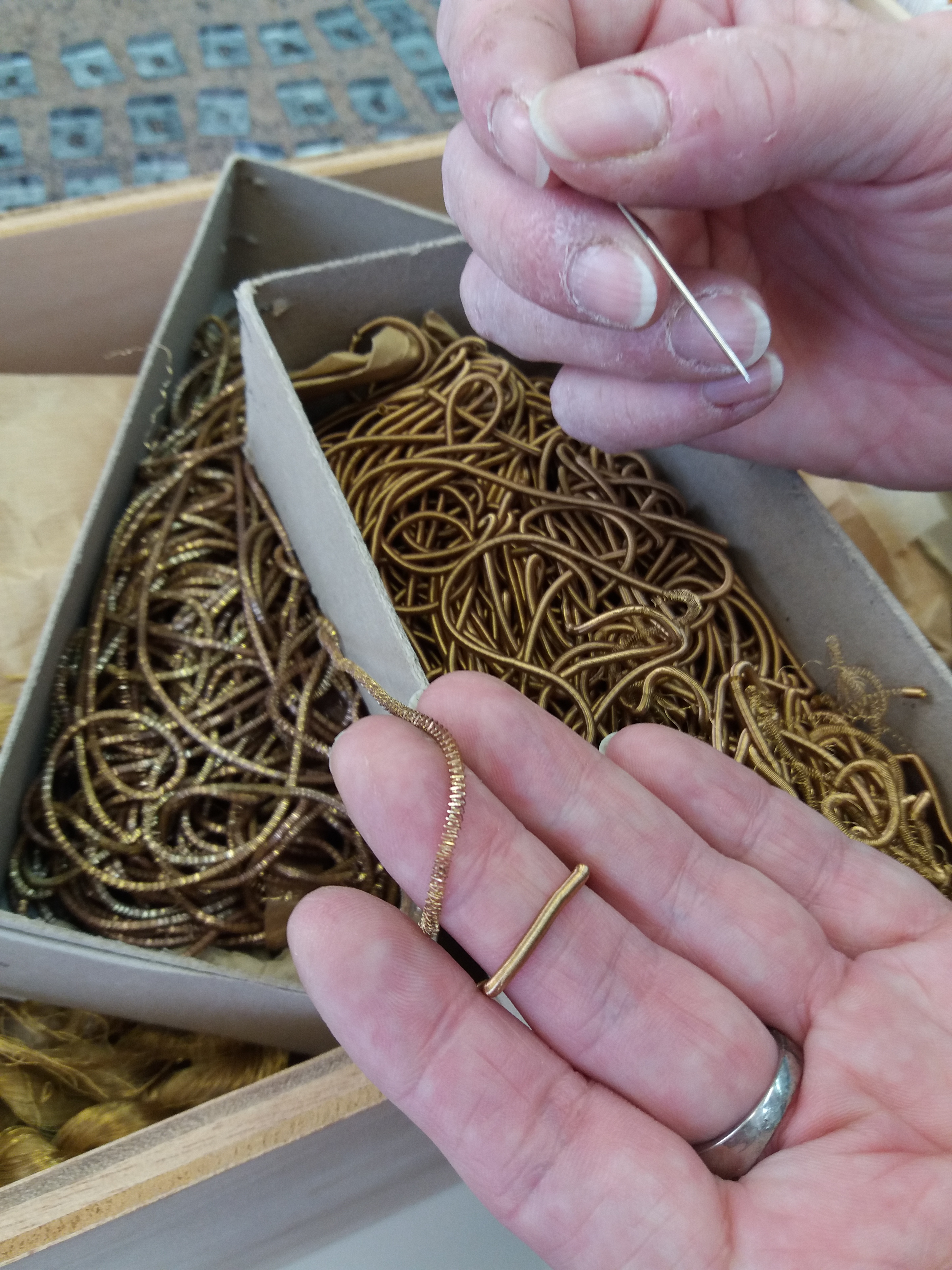
Cannetilles dorées.

La broderie au fil d'or est une technique particulière qui utilise des fils d'or ou d'argent et qui a été largement utilisée pour les vêtements militaires, liturgiques, royaux, officiels, etc. Les fils utilisés portent des noms spécifiques tels que : cannetille, jaseron ou filé. Chacun de ces fils nécessite une technique de travail différente. Aujourd'hui, cette technique est notamment utilisée en haute-couture ou en décoration et est toujours portée par certains militaires et religieux.

### Le point d'œillet algérien

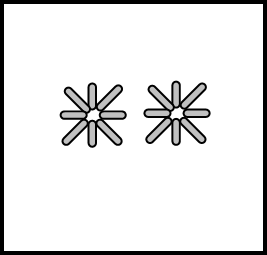
Le point d'œillet algérien.

Ce point combine au moins huit points droits pour former un motif en forme d'étoile à l'intérieur d'une zone carrée. Le point d'œillet algérien peut être utilisé comme point de remplissage sur tissu à tissage uniforme. Il est indispensable de connaître le point droit pour être en mesure de faire ce modèle. Le Victoria and Albert Museum de Londres possède de nombreux exemples de broderies qui incluent ce point, qui sont étiquetées au nom de l'Algérie du XVIe siècle. C'est peut-être la source du nom.

## Qualités
La broderie peut être utilisée pour apprendre les symétries ou les rapports d'échelle (rapports de proportions) en mathématiques de niveau élémentaire.
La broderie est également un objet d'étude pour les folkloristes et les historiens de l'Art, qui y voient l'un des principaux facteurs identitaires des anciennes provinces depuis le XIXe siècle. C'est aussi un objet de collection, très recherché depuis le début du XXe siècle.
De nos jours, la broderie industrielle est présente sur tous les continents.

## Fils et tissus

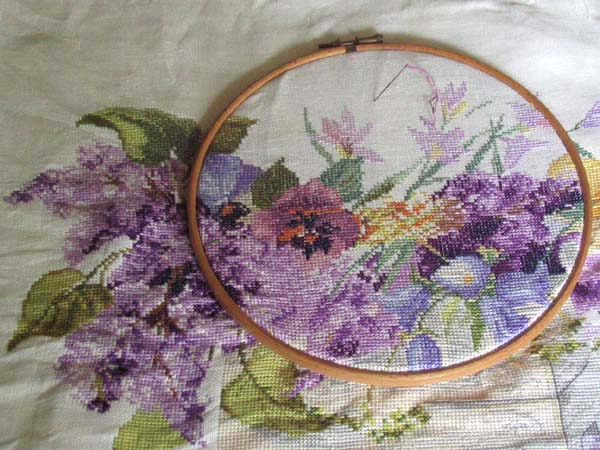
Broderie au point de croix (au cerceau).
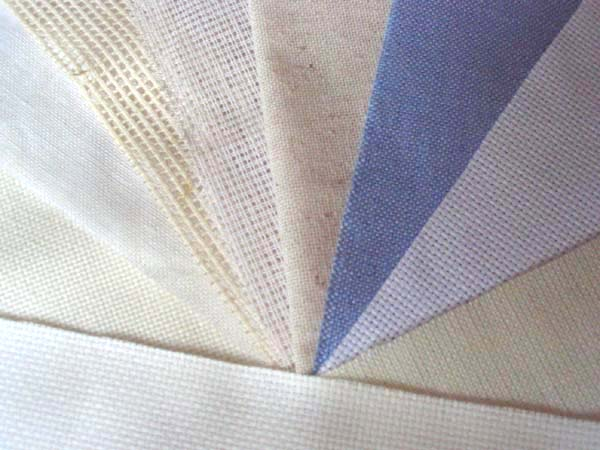
Tissus à broder.
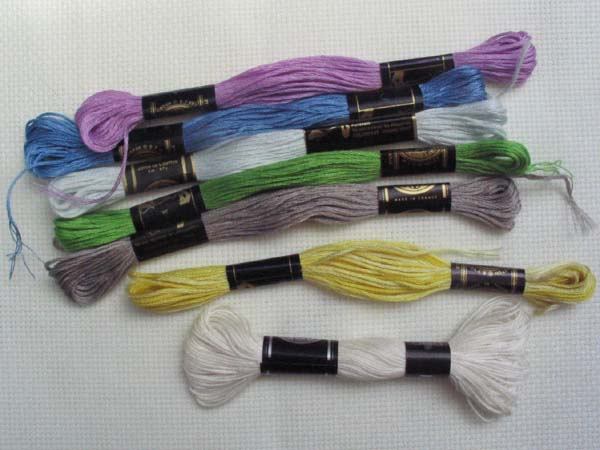
Fil à broder contemporain, de coton.

## Galerie

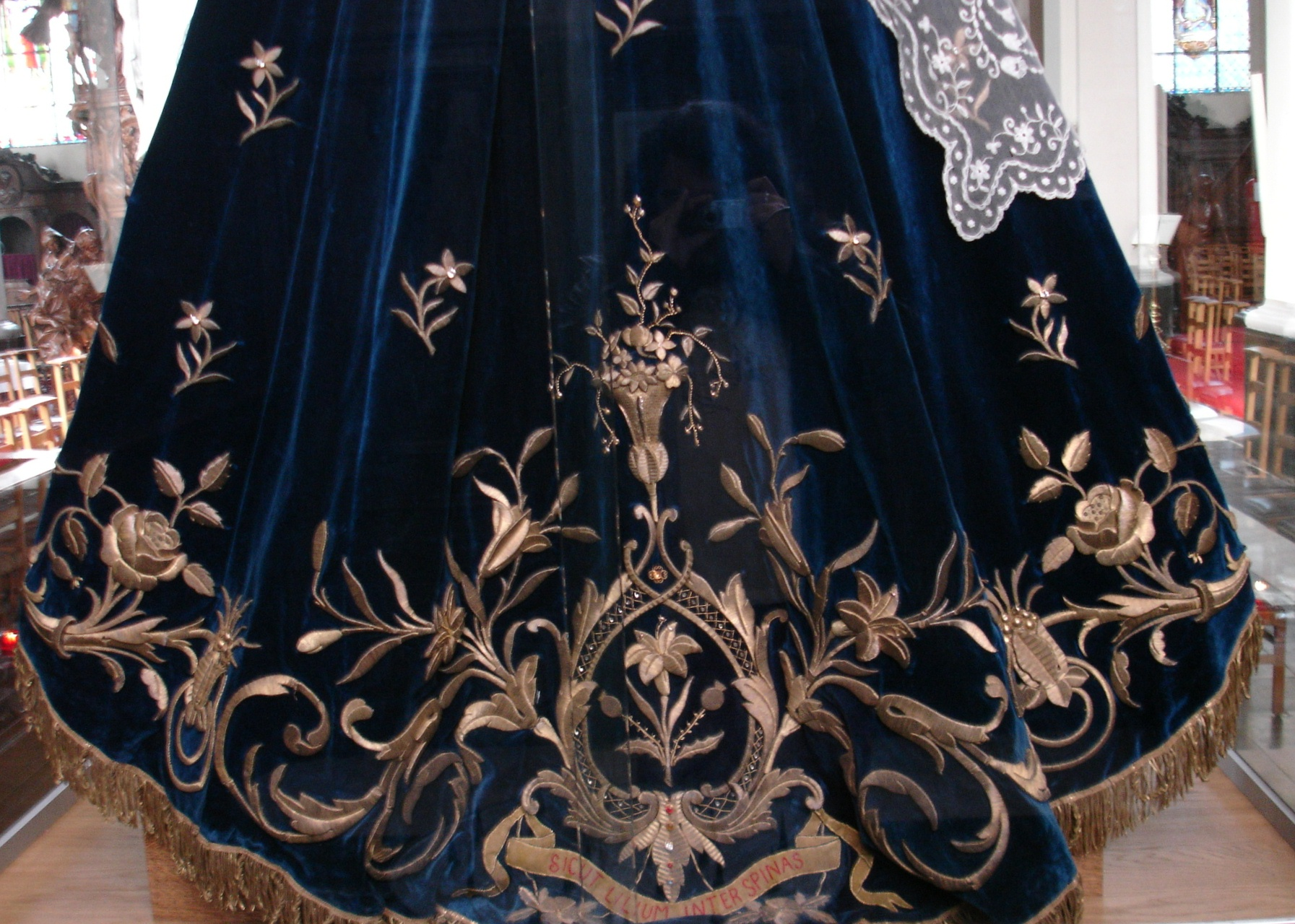
Broderie au fil d'or.
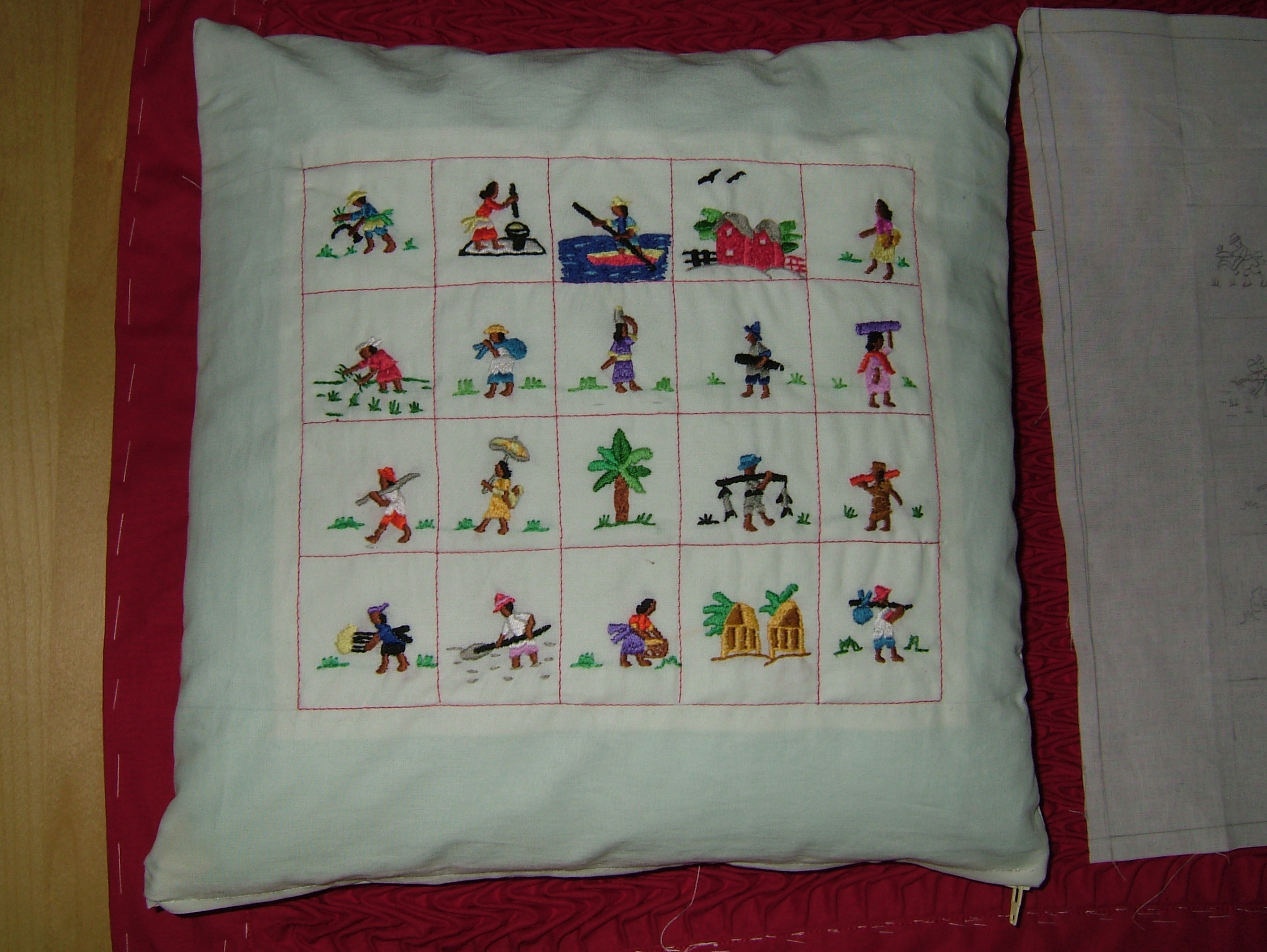
Broderie malgache.
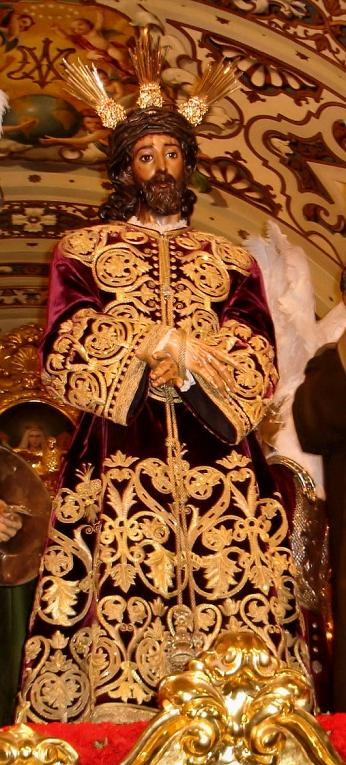
Manteau brodé d'or (Espagne).
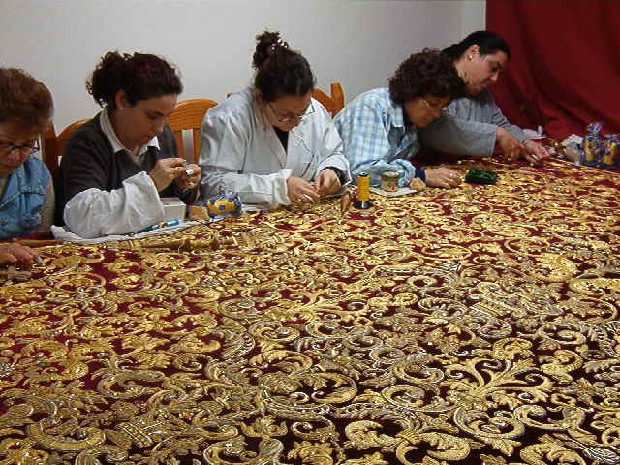
Broderie au fil d'or (Espagne).
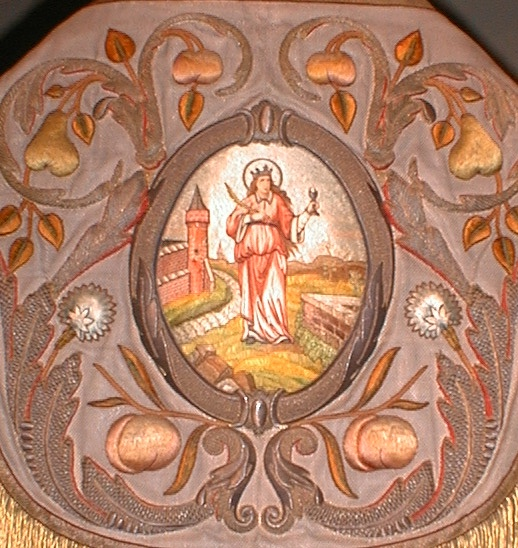
Détail (XVIIIe siècle).
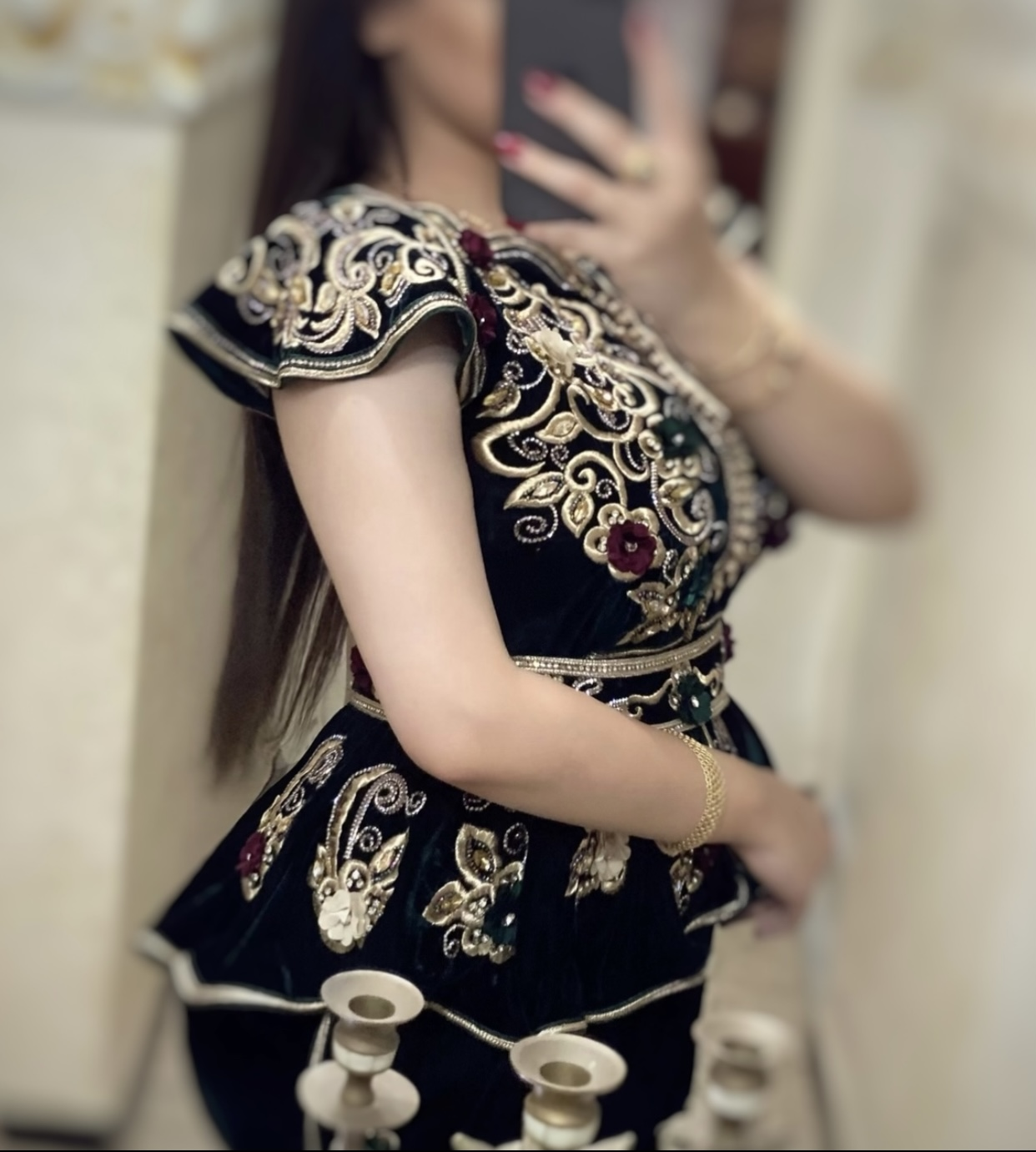
Une veste d'un Karakou algérien brodée au fil d'or.
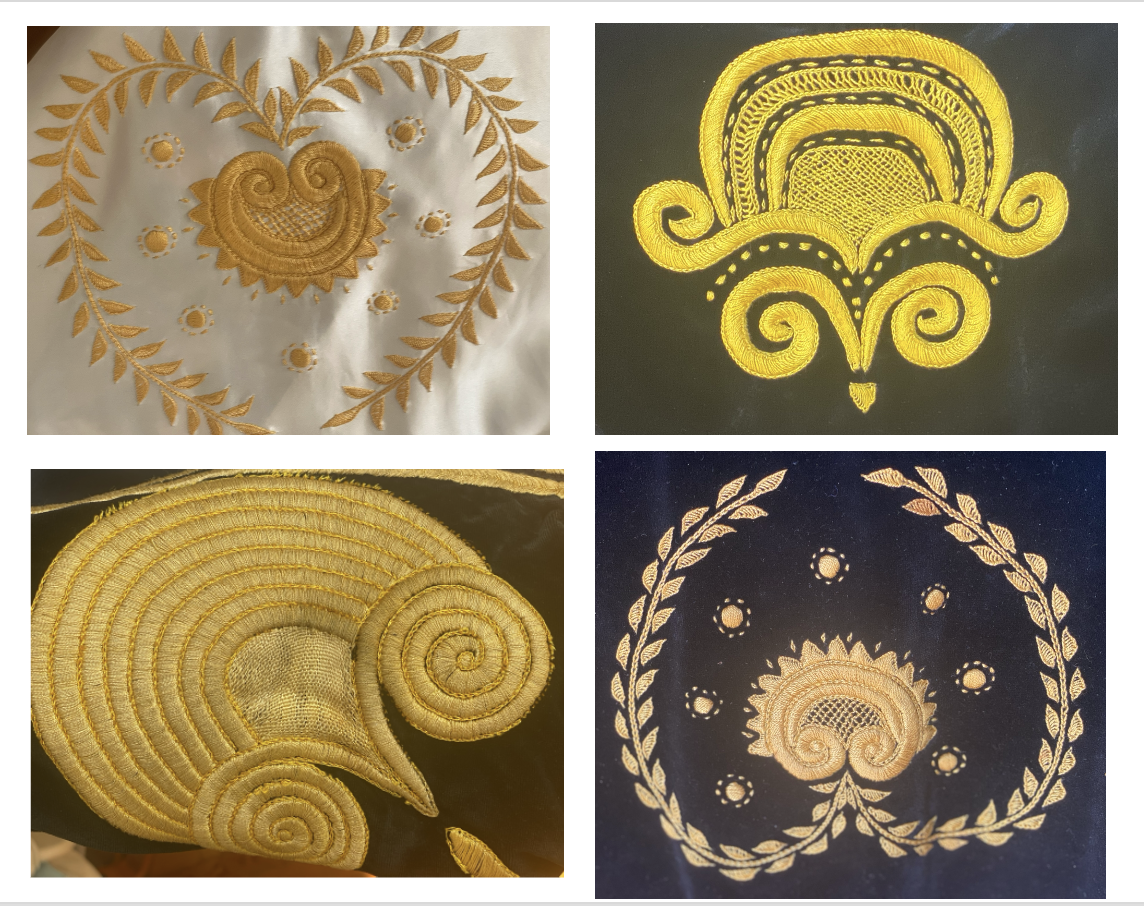
Broderie Bigouden Viviane Hélias (Bretagne, Finistère)

## Musées de la broderie
Il existe dans le monde plusieurs musées consacrés exclusivement ou en partie à la broderie.

### En France
Le Musée Caudrésien de la Dentelle et de la Broderie situé à Caudry, dans le Nord, est un musée atypique de dentelles et de broderies, à la fois musée de société et musée de la mode ouvert à la création contemporaine.
Le Conservatoire des broderies de Lunéville, créé en 1998, comporte en son sein un musée.
Le Musée de la broderie de Fontenoy-le-Château, dans les Vosges, est consacré à la broderie dans cette commune, spécialisée dans la broderie blanche destinée aux habits de luxe.
La Maison des grenadières, située sur la commune de Cervières dans la Loire, est un musée mettant en valeur la broderie au fil d'or à travers le travail des « grenadières », les femmes qui brodaient, entre autres, les uniformes des grenadiers de Napoléon Ier au fil d'or. Plus de 1200 femmes ont travaillé la broderie or sur un siècle dans le secteur du Haut-Forez, principalement pour le secteur militaire mais aussi pour des commandes variées : gouvernements étrangers, haute-couture, entreprises…[réf. nécessaire] Le musée présente ce savoir-faire mais aussi le geste précis avec la démonstration d'une brodeuse toujours en activité pour des commandes contemporaines.
Dans l'île de la Réunion, la Maison de la Broderie de Cilaos est consacrée à la broderie de Cilaos, un type de broderie d'art créé dans cette ville au début du XXe siècle.

## Littérature
Émile Zola fait se dérouler l'intrigue de son roman Le Rêve au sein d'une famille de brodeurs. Documenté, il y décrit les outils et compétences de l'époque.
Nicolas Gogol dans ses Nouvelles ukrainiennes décrit un sacristain vêtu d'une houppelande de drap fin qui "sortait de sous son bras un mouchoir blanc brodé de fil rouge".